# Fjeldløb (løbesport)
Fjeldløb eller bjergløb er en løbesportsgren, hvor der løbes i meget bakket terræn. I Danmark arrangeres f.eks. Midtjysk Bjergløb og Aabenraa Bjergmarathon, men der arrangeres ikke danske mesterskaber. 
På internationalt plan organiseres sporten af World Mountain Running Association, der bl.a. står for verdensmesterskaber og europamesterskaber.
Løbenes længde og sværhed varierer betydeligt. Ved europamesterskaberne løber kvinderne 8 km med 500 – 800 meter stigning, mens mændene løber 12 km med 750 – 1.200 meter stigning.
I Norge er "motbakkeløp" i de senere år blevet en populær løbedisciplin med afholdelse af årlige mesterskaber. Et løb som Geiranger Halvmaraton – Frå fjord til fjell – i Vestnorge er et eksempel på et klassisk bjergløb.